# Maritiem Museum (Barcelona)
Het Maritieme Museum van Barcelona (MMB) is een interactief museum over de scheepsbouw tussen de 13e en 18e eeuw en de geschiedenis van de scheepvaart. Het museum bevindt zich op de locatie van de Koninklijke Scheepswerf van Barcelona vlak bij de oude haven (Port Vell) van Barcelona.
Het museum bezit onder andere navigatietoestellen, schaalmodellen en replica's van oude schepen (het koninklijke galei Real van Juan van Oostenrijk uit 1571 en schoener Santa Eulalia uit 1918), wapens en zeekaarten.
Het museum bevindt zich in de gebouwen van de scheepswerf die reeds vermeld wordt in documenten uit 1243. De gebouwen in gotische stijl werden in de 13e eeuw onder het bewind van Peter III van Aragón gebouwd, maar zijn later meermaals verbouwd, uitgebreid en aangepast aan modernere tijden.